# Dorota Słomińska
Dorota Słomińska (ur. 5 listopada 1967 we Wrocławiu) – polska szpadzistka, medalistka mistrzostw świata, indywidualna mistrzyni Polski (1992).

## Kariera sportowa
Karierę sportową rozpoczęła od floretu. Była zawodniczką Kolejarza Wrocław (1977-1986), AZS-AWF Warszawa (1986-1994) i Legii Warszawa (1995-1996). Jej największym sukcesem w karierze międzynarodowej był brązowy medal mistrzostw świata w Atenach w 1994 (z Joanną Jakimiuk, Dominika Butkiewicz i Magdaleną Jeziorowską).
Na mistrzostwach Polski zdobyła złoty medal indywidualnie (1992), dwa złote medale drużynowo (1992, 1993), dwa medale srebrne drużynowo (1991, 1995), brązowy medal indywidualnie (1991) i drużynowo (1994).